# Irene Dalis
Irene Dalis   (San José, 8 d'octubre de 1925 - San José, 14 de desembre de 2014) va ser una cantant de mezo-soprano nord-americana, que va tenir una llarga carrera internacional als nivells més alts de l'òpera mundial. El 1946, va obtenir la seva llicenciatura al "San Jose State College" (actual "San Jose State University"), on es considerava no com a cantant, sinó com a pianista.

## Educació i carrera professional
De descendència grega i italiana, Dalis va créixer a San Jose, Califòrnia. Dalis va obtenir la seva llicenciatura al Col·legi Estatal de San Jose i el màster en educació musical del professorat "College de la Universitat de Colúmbia" i va obtenir els seus estudis doctorals honoris causa per la Universitat Santa Clara i la Universitat Estatal de San Jose.
Dalis va obtenir una beca Fulbright i va anar a Europa per començar la seva carrera de cantant. Va estudiar a Milà i va oferir la seva primera actuació de qualsevol tipus al "Oldenburgisches Stadtstheater" d'Alemanya. Va tenir tant d'èxit que se li va oferir un contracte Fest a Oldenburg i hi va romandre dos anys entre 1953 i 1955, debutant professionalment el 1953 com a princesa d'Eboli a Don Carlo de Verdi. Després es va traslladar a la "Stadtische Oper" de Berlín on la seva actuació a Jenufa de Janáček la va portar a una oferta de "The Metropolitan Opera", on va debutar el 1957, de nou com a Eboli, amb grans aplaudiments.

Un crític de la ciutat de Nova York, Raymond Erickson, va escriure:
| « | <El seu vocalisme expert i la seva vocació musical van aparèixer immediatament a la "cançó de Veil", que Dalis va cantar millor del que mai l'he sentit cantar. Al complicat conjunt amb Carlo i Rodrigo als jardins de la reina, era igual d'impressionant, i el seu maneig arrebossat, gairebé torrencial, d'O don fatale li va guanyar una autèntica ovació del públic amb capacitat. Arreu, l'actuació de Dalis anava de guant amb el seu cant. Erickson va concloure que el debut de Dalis va ser "un dels més emocionants de les darreres temporades". | » |

 Aquesta va ser la primera de les 274 actuacions amb la companyia Met Opera; va durar 20 temporades. Va ser especialment coneguda com a Amneris a l'Aïda de Verdi, una part que va cantar 69 vegades al Metropolitan. Va ser Brangäne quan Birgit Nilsson va cantar el seu primer Tristan und Isolde al Met el 1959, Amneris quan Leontyne Price va debutar amb Aïda al Metropolitan el 1961 i la princesa de Bouillon per al debut de Plácido Domingo amb Adriana Lecouvreur. També va actuar amb la soprano Leonie Rysanek amb freqüència, sobretot 17 actuacions de Die Frau ohne Schatten, així com a Salomé i Aïda.

## Elements destacats de la seva carrera professional
El 1961, Dalis va aparèixer com el primer nord-americà a cantar el paper de Kundry a Parsifal al Festival de Bayreuth. El seu retratat d'aquest paper es va enregistrar el 1962 amb Jess Thomas com Parsifal, Hans Hotter com Gurnemanz i Hans Knappertsbusch. Aquest enregistrament va guanyar el "Grand Prix du Disc" el 1964. A San Francisco, va cantar la infermera en Die Frau ohne Schatten, i Ortrud a Lohengrin, entre altres papers. Va actuar a la gala per marcar la conclusió de la carrera de Sir Rudolf Bing.

## Apreciació crítica
Un crític deia: sobre el seu rol a Kundry.
| « | <El seu retrat de transmissió es fa memorable per la qualitat sensual de la seva veu mitjana i superior... comença amb la pura bellesa de la seva veu i la seva subtilesa interpretativa. El timbre deliciós, amb el seu brillantor seductor, conté la seva pròpia màgia... El seu fraseig flexible i el comandament del text acaparen a un cantant que habita al màxim el seu personatge, aconseguint una fusió d'elements musicals i dramàtics... Dalis posseeix una combinació singular de regals vocals i interpretatius>. | » |

 L'eminent Birgit Nilsson va dir de la seva intel·ligència col·legial:
| « | <Irene Dalis ha estat meravellosa per interactuar amb: activa, alerta, però alhora sol·licitada, com ha de ser la serventa d'Isola. He tingut col·legues que intentaven incessantment convèncer el públic que havia de ser el que cantava Isolde. Aleshores, tot va malament i res en la relació no funciona. Però aquí, tot va funcionar perfectament.> | » |

 L'estimació dels fan també era profunda. La seva casa es va cremar el 1990 i va perdre una col·lecció de records i gravacions per a tota la vida. Desconegut per ella, una exestudiant va muntar en silenci gravacions no autoritzades de les seves actuacions a Met, San Francisco, Roma i Bayreuth, i les hi va donar com a regal.

## Fundar i dirigir Opera San Jose
Després de retirar-se del Met el 1976, Dalis va tornar a la seva ciutat natal a Califòrnia, on la Universitat Estatal San Jose li va oferir el càrrec de professora de música. Allà va desenvolupar el programa "Opera Workshop", que va començar a presentar-se a tants cantants graduats a nivell professional que va decidir formar l'Òpera San Jose el 1984, una companyia professional que contracta joves cantants amb contractes plurianuals, permetent-los actuar. papers principals a les quatre produccions anuals de la companyia. "Aquesta empresa es va basar en els meus dos anys a Oldenburg", afirma Dalis. "Al meu temps allà, vaig cantar nou papers importants: haurien estat deu, però jo tenia apendicitis! I vaig pensar:" Per què no trobar talent jove i fer-los cantar els grans papers, en comptes de començar en el cor i treballar-los de la seva manera, amunt? Com a responsable oficial, va dirigir la companyia durant tota la seva història, tenint especial orgull per la seva estabilitat fiscal.

## Irene Dalis Competició vocal
D'acord amb la seva filosofia d'animar joves cantants, amb el suport d'un donant anònim, Dalis va establir el 2007 el Concurs Vocal Irene Dalis, que se celebra a Sant Josep cada primavera. Deu finalistes competeixen per premis en metàl·lic de 50.000 dòlars. Els finalistes de l'IDVC han passat a carreres importants; per exemple, Audrey Luna (2009) ha cantat al Met, la Santa Fe Opera, Tanglewood i al Festival de Spoleto.

## Premis i guardons
Dalis va rebre la prestigiosa medalla de l'òpera de San Francisco el 1998. Entre els altres crèdits hi ha Artista Principal a l'Òpera Metropolitana, l'Òpera de San Francisco, la Royal Opera House, el Covent Garden, el Bayreuth Festival, l'Òpera lírica de Chicago, Berlín, Roma, Nàpols i altres. Els seus premis inclouen "Fulbright Award", 1951; Medalló de Richard Wagner, Bayreuth, Alemanya de l'Oest, 1963; Premi Tower, Universitat Estatal San José, 1974; Honrat pel consell d'administració de la Metropolitan Opera Association amb motiu de la seva vintena temporada aniversari, 1977; Premi Woman of Achievement de les notícies de San José Mercury i de la Comissió de la Lliga dels Amics de Santa Clara sobre la condició de la dona, 1983; Encomiament de l'honor. John Vasconcellos, districte de les 23 Assemblees, 1983; ingressat al Saló de la Fama d'Educadors Públics de Califòrnia, 1985; Premi de Mèrit per la Gent de la Ciutat de San Francisco, 1985; Ciutadà d'Honor de la Ciutat de Sant Josep, 1986; enumerada a "Who's Who in America" (des de 1958); "Who's Who in Opera" (des de 1971); i "Who's Who in Music"; Destinatari del premi Beautiful Minds (2010). El 2013 va rebre la pedra angular de les arts atorgada per la Comissió de les Arts de la Ciutat de San Jose i el premi de carrera del "National Opera America Center".

## Vida personal
El 1957, Dalis es va casar amb l'editor de llibres McGraw Hill, George Loinaz, que va morir el 1990. El matrimoni va tenir una filla, Alida. Dalis té dos nets. Dalis va morir als 89 anys a San Jose, Califòrnia el 14 de desembre de 2014.